# 喜马拉雅茯蕨
喜马拉雅茯蕨（学名：Leptogramma himalaica）为金星蕨科茯蕨属下的一个种。

## 扩展阅读
維基物種上的相關：喜马拉雅茯蕨